# Togo (Saskatchewan)
Togo es un pueblo canadiense situado en la provincia de Saskatchewan.

## Superficie
Togo tiene una superficie de 1,44 km².

## Demografía
En 2021, tenía 83 habitantes, una densidad poblacional de 57,7 hab./km², y 62 viviendas.